# فرودگاه شهری مرگان‌تاون
فرودگاه شهری مرگان‌تاون (به انگلیسی: Morgantown Municipal Airport) (به زبان بومی: Walter L. Bill Hart Field) یک فرودگاه همگانی بهره‌برداری هوایی با کد یاتا MGW است که یک باند فرود آسفالت دارد و طول باند آن ۱۵۸۵ متر است. این فرودگاه در کشور ایالات متحده آمریکا قرار دارد و در ارتفاع ۳۸۰ متری از سطح دریا واقع شده‌است.